# Діогу Валенте
Діогу Валенте (порт. Diogo Valente, нар. 23 вересня 1984, Авейру) — португальський футболіст, нападник клубу «Салгейруш».
Виступав, зокрема, за клуб «Боавішта», а також молодіжну збірну Португалії.
Володар Кубка Португалії.

## Клубна кар'єра
Народився 23 вересня 1984 року в місті Авейру. Вихованець юнацьких команд футбольних клубів «Бейра-Мар» та «Боавішта».
У дорослому футболі дебютував 2003 року виступами за команду «Шавіш», у якій провів один сезон, взявши участь у 27 матчах чемпіонату. 
Своєю грою за цю команду привернув увагу представників тренерського штабу клубу «Боавішта», до складу якого приєднався 2004 року. Відіграв за клуб з Порту наступні два сезони своєї ігрової кар'єри. Більшість часу, проведеного у складі «Боавішти», був основним гравцем атакувальної ланки команди.
Згодом з 2006 по 2021 рік грав у складі команд «Порту», «Марітіму», «Лейшойнш», «Брага», «Академіка», «ЧФР Клуж», «Академіка», «Жіл Вісенте», «Шанлиурфаспор», «Фреамунде», «Олівейренсі» та «Ешпінью».
До складу клубу «Салгейруш» приєднався 2021 року. Станом на 15 вересня 2015 року відіграв за клуб з Порту 51 матч в національному чемпіонаті.

## Виступи за збірну
Протягом 2005–2007 років залучався до складу молодіжної збірної Португалії. На молодіжному рівні зіграв у 12 офіційних матчах.

## Титули і досягнення
- Володар Кубка Португалії (1):

«Академіка»: 2011-2012